# Haptik-Design
Haptik-Design bezeichnet die Gestaltung fühlbarer Produkt- und Verpackungseigenschaften sowie funktionaler Aspekte (Schalter, Griffe etc.) mit dem Ziel der Entwicklung und Etablierung haptischer Marken.
In den 1990er Jahren wurde der Einfluss haptischer Reize für die Produktdifferenzierung und Produktpositionierung aktiv durch die Automobilindustrie genutzt. Haptische Gestaltungsprinzipien werden in verschiedensten Branchen gezielt eingesetzt. Martin Grunwald definiert Haptik-Design als einen „Komplex verschiedener Analyse- und Gestaltungsmethoden unter strikter Beachtung haptischer Wahrnehmungs- und Urteilsprozesse“.
Haptische Marken sind alle fühlbaren Eigenschaften einer Ware, die das Produkt oder seine Produktumgebung deutlich von Konkurrenzprodukten abheben. Entscheidend ist dabei, dass diese Eigenschaften genügen, um von Vertretern der Verbraucherzielgruppe als unmittelbar mit einem bestimmten Produktionsunternehmen assoziiert wahrgenommen zu werden. Eine haptische Marke ist demnach dann etabliert, wenn Nutzer durch Befühlen das Produkt oder seine Produktumgebung eindeutig einem Hersteller zuordnen können.

## Beispiele für haptische Marken
- iDrive von BMW
- die Form der Coca-Cola-Flasche
- die Verpackung der Ferrero-Rocher-Kugeln
- die Papierhülle der Underberg-Fläschchen
- das Nutella-Glas[4]